# Baumscheibe
Als Baumscheibe bezeichnet man im Gartenbau den Boden um das untere Ende eines Baumstamms. Die Baumscheibenabdeckung wird auch als Wurzelbrücke bezeichnet.

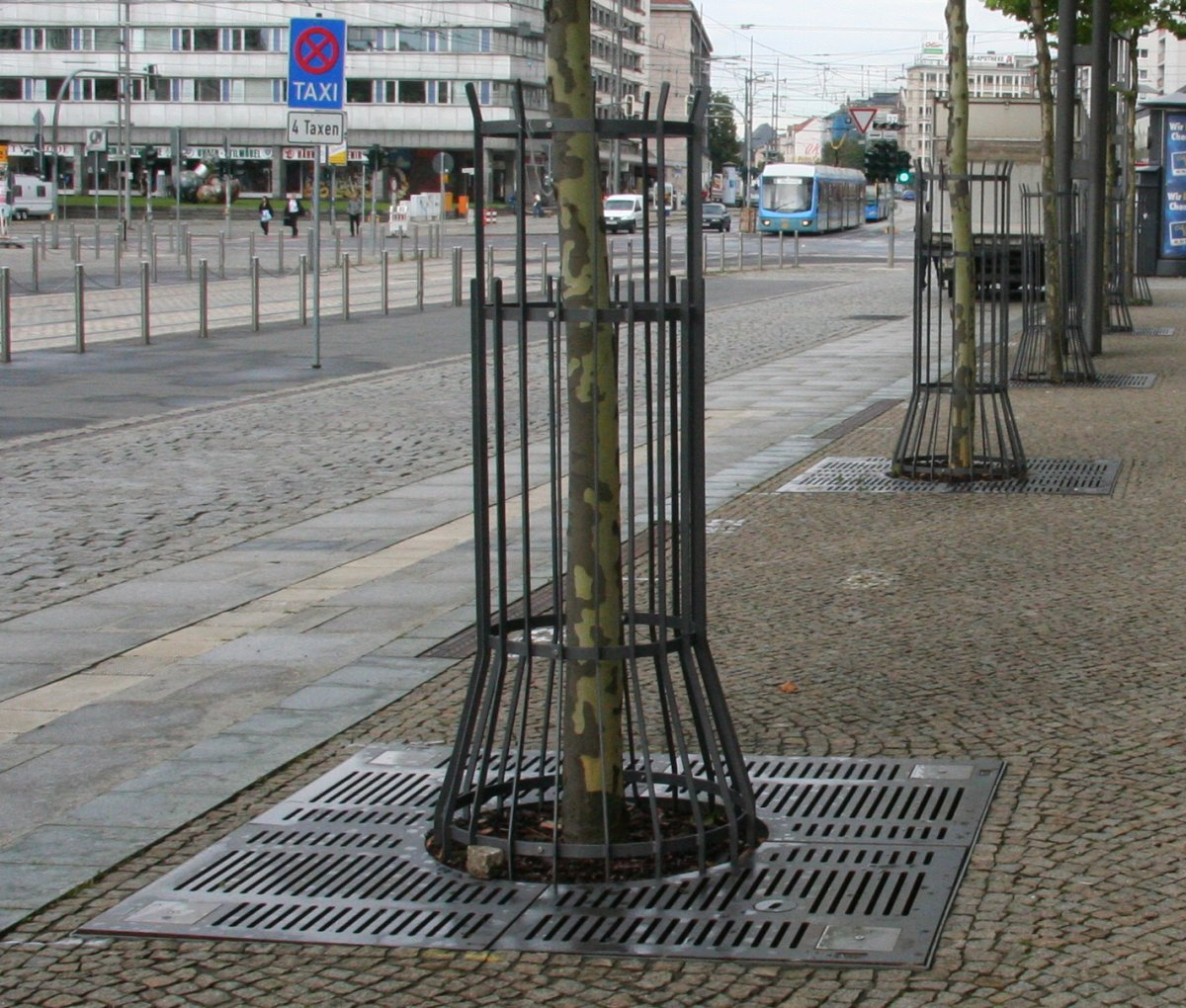
Befahrbare Baumscheibenabdeckung mit Stammschutzgitter

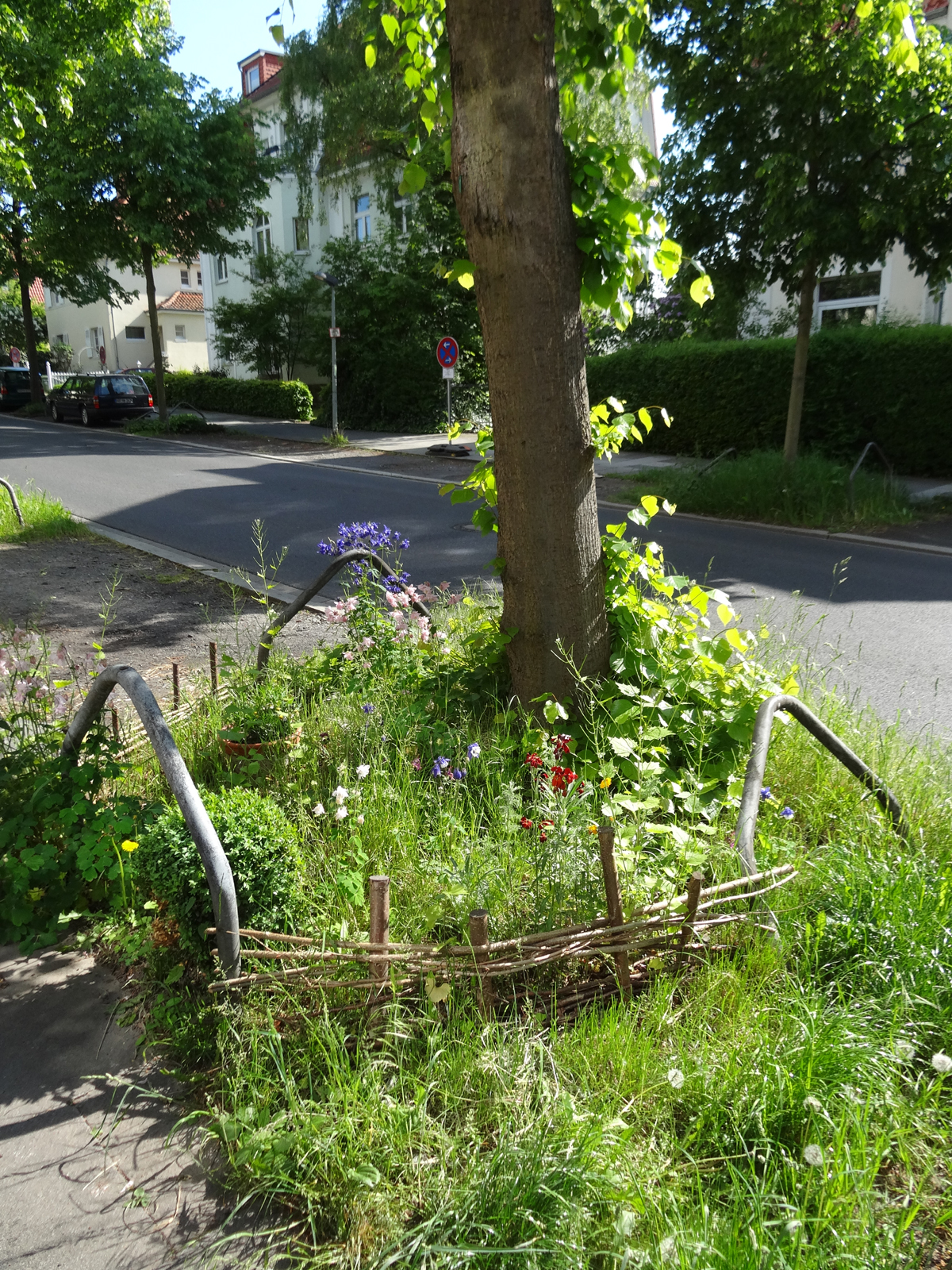
Baumscheibe mit Parkschutz und Bepflanzung durch Anwohner

Dieser Bereich ist durch besonders hoch im Erdreich liegende Wurzeln gekennzeichnet. Andere Pflanzen gedeihen hier häufig nicht, weil die Baumwurzeln ihnen Feuchtigkeit und Nährstoffe entziehen und die Baumkrone diesen Bereich stark beschattet. So wächst um Obstbaumstämme auf einer Streuobstwiese das Gras nur spärlich und niedrig. Die Wurzeln einiger Bäume, beispielsweise des Walnussbaums, sondern wachstumshemmende Stoffe ab, so dass in ihrem Umfeld kaum andere Pflanzen gedeihen.
Die Pflege der Baumscheibe gehört zu den gärtnerischen Maßnahmen. Sie wird nicht gehackt oder umgegraben, um die Wurzeln ungestört zu lassen. Mulch kann eine ausreichende Bodenfeuchtigkeit sicherstellen und den Baum düngen. In manchen Bauerngärten werden Narzissen auf die Baumscheibe gepflanzt. Wegen ihrer betäubenden Inhaltsstoffe werden Narzissenzwiebeln nicht von Wühlmäusen gefressen. Man hofft daher, dass auch die Obstbaumwurzeln von den Nagetieren verschont bleiben.
In der Innenstadt muss die Baumscheibe oft mechanisch geschützt werden. Um zu verhindern, dass parkende Fahrzeuge den Boden um die Baumscheibe verdichten oder mit der Stoßstange den Stamm beschädigen, werden Pflöcke, Metallbügel oder Abdeckplatten angebracht. In der Fußgängerzone können Abdeckplatten Wasser und Luft durchlassen und erleichtern die Straßenreinigung. Die unbefestigte Baumscheibe im Straßenumfeld sollte zwecks Belüftung und Bewässerung eine Größe von 5 m² nicht unterschreiten. Da Wurzeln vom Baumstamm ausgehend in alle Richtungen wachsen, sollte der Umriss einem Kreis angenähert sein. Durch Stahlbeton-Wurzelbrücken kann der baumnahe Bereich verkehrstechnisch genutzt werden, ohne dass der Wurzelraum verdichtet bzw. beschädigt wird. Zusätzliche Bewässerungssysteme bzw. Öffnungen in der Wurzelbrücke ermöglichen die Bewässerung des Baumes. Urban Gardening kann sich mit der Begrünung von Baumscheiben beschäftigen, muss dabei aber den Bedürfnissen der Bäume Priorität einräumen.